# Сиссонс, Колтон
Колтон Сиссонс (англ. Colton Sissons; род. 5 ноября 1993, Норт-Ванкувер, Британская Колумбия, Канада) — канадский хоккеист, центральный нападающий клуба НХЛ «Вегас Голден Найтс».

## Юниорская карьера
В 2006 году Сиссонс участвовал в Международном турнире по хоккею с шайбой в Квебеке в составе клуба из Норт-Ванкувера. В сезоне 2009/10 канадец выступал за клуб «Вест-Сайд Уорриорз» из хоккейной лиги Британской Колумбии и набрал 22 (6+16) очков в 58 встречах.  С 2010 по 2013 год играл в команде «Келоуна Рокетс», выступающей в Западной хоккейной лиге. В 2012 году в игре топ-проспектов CHL был капитаном команды Бобби Орра.

## Карьера в НХЛ
На драфте НХЛ 2012 года был выбран во 2-м раунде под общим 50-м номером командой «Нэшвилл Предаторз». Старт сезона 2013/14 Сиссонс начал в фарм-клубе «хищников» — «Милуоки Эдмиралс». Там набрал 44 очка, включая 25 голов в 62 играх. Так же сыграл 17 игр за «Предаторз», где набрал 4 очка (1+3). Первую игру в НХЛ провёл 28 января 2014 года в матче против «Виннипег Джетс», отличившись результативной передачей. А свой первый гол в НХЛ забил 27 марта вратарю «Баффало Сейбрз» Мэтту Гаккетту. Сезон 2014/15 полностью провёл в АХЛ, не вызывавшись в основной состав. 10 ноября 2015 года вновь сыграл за «Нэшвилл» в матче против «Оттавы Сенаторз», в котором забил гол, в результате чего стал первой звездой матча.

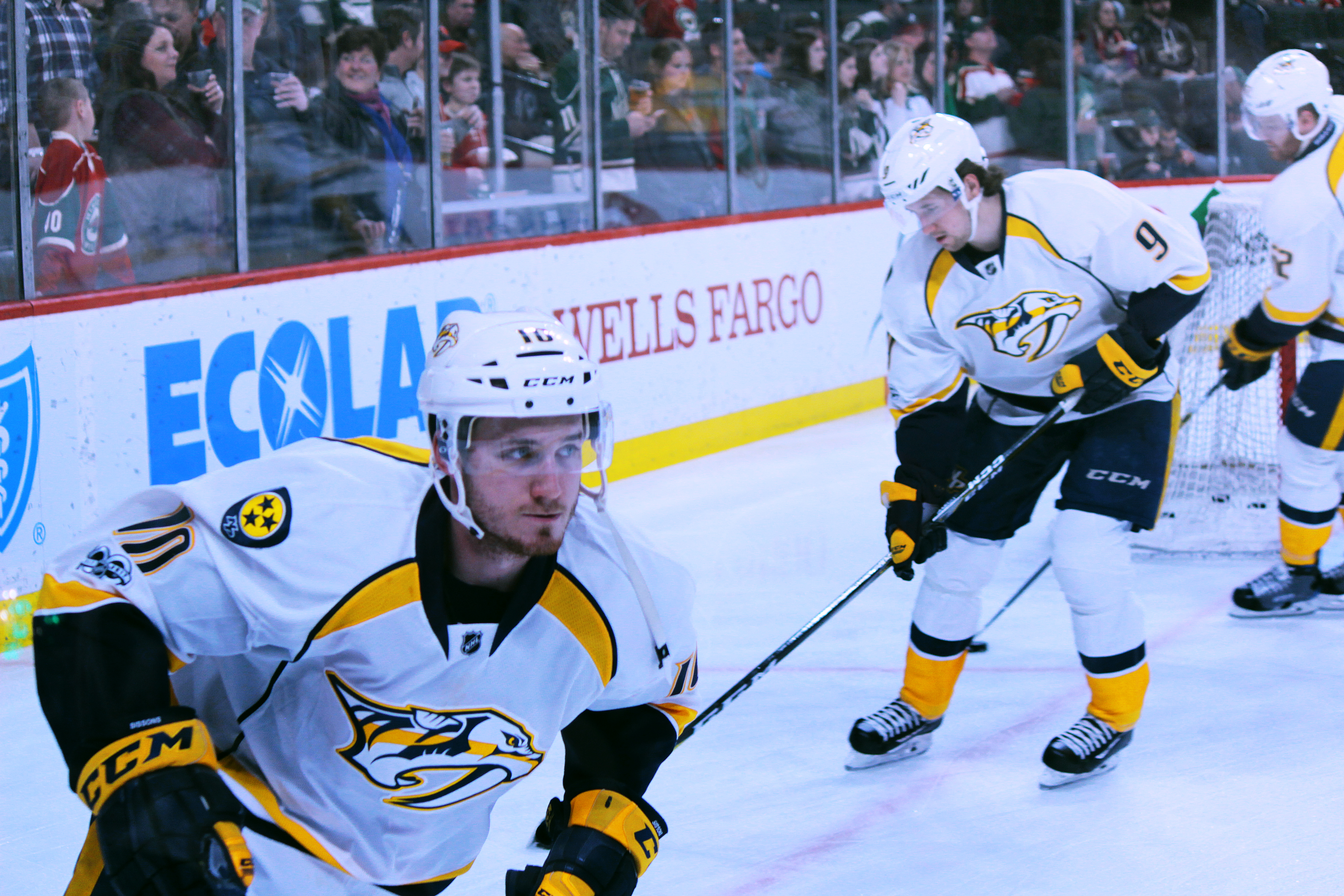
Колтон Сиссонс (слева) и Филип Форсберг в 2016 году

В сезоне 2016/17 провёл 58 матчей регулярного сезона за «Предаторз», в которых набрал 10 (8+2) очков. Свой первый хет-трик оформил 5 января 2017 года в матче против «Тампы-Бэй Лайтнинг». 22 мая 2017 года Колтон сделал первый свой хет-трик в плей-офф в шестом матче серии против «Анахайм Дакс». Старания Сиссонса позволили «Предаторз» впервые в истории франшизы стать обладателями Приза Кларенса Кэмпбелла и выйти в Финал Кубка Стэнли. В шестой игре Финала между «Нэшвиллом» и «Питтсбургом» произошёл спорный момент, когда судьи не засчитали шайбу Колтона Сиссонса после добивания, так как до этого судья дал свисток об остановке игры. В итоге «хищники» проиграли шестой матч со счётом 0:2, пропустив последний гол в пустые ворота, а «Пингвинз» стали обладателями Кубка.
7 ноября 2018 года Сиссонс оформил третий хет-трик в НХЛ в матче против «Колорадо Эвеланш». В сезоне 2018/19 канадец достиг лучших показателей в карьере, набрав в 75 встречах 30 (15+15) очков. Игра Сиссонса позволила «Предаторз» стать обладателями Президентского Кубка.
В мае 2019 года Сиссонс и «Предаторз» не смогли договориться по контракту и игрок подал в арбитраж. 23 июля 2019 года, будучи ограниченно свободным агентом, отказавшись от арбитража, Сиссонс подписал семилетний контракт с «Нэшвилл Предаторз» на общую сумму $ 20 млн.
В сезонах 2019/20 и 2020/21 набрал по 15 очков в каждом из сезонов, будучи преимущественно форвардом четвёртого звена.

## Статистика
| Легенда | Легенда                    | Легенда | Легенда                   | Легенда | Легенда    |
| ------- | -------------------------- | ------- | ------------------------- | ------- | ---------- |
| И       | Количество проведённых игр | Штр     | Штрафное время            | +/−     | Плюс-минус |
| Г       | Голы                       | П       | Голевые передачи          | О       | Очки       |
| -       | Статистика неизвестна      | —       | Статистика не учитывалась |         |            |